# Bottniska formationen
Bottniska formationen är en flera tusen meter tjock komplex avlagring av granitgenomträngda, starkt veckade och metamorfoserade sediment och huvudsakligen basiska eruptivbergarter, vilken i mellersta och västra Finland uppträder mellan urberget och avlagringar från yngre prekambrium. I komplexen ingår bland annat en mäktig serie av till synes varviga skiffrar, vilka antas vara avlagrade under ett relativt kallt klimat.